# Герца
Ге́рца (рум. Herța) — місто в Чернівецькому районі Чернівецької області України, центр Герцаївської міської громади та колишній райцентр.
У місті наявна пам'ятка архітектури початку XIX століття — Спиридонівська церква. Одне з найбільших підприємств міста — шкіряно-галантерейна фабрика «Прут», на якій працює понад 1,3 тис. робітників. В місті розташовані цегельний завод, харчосмакова фабрика, діють 3 школи.

## Географія
Герца розташована на перетині автошляхів Т 2604 та Т 2606, які дають вихід до пункту контролю Дяківці. Через місто тече річка Герци.

### Клімат
Місто знаходиться в межах вологого континентального клімату із теплим літом. Але діяльність людини призводить до поганих змін та глобального потепління.

## Історія

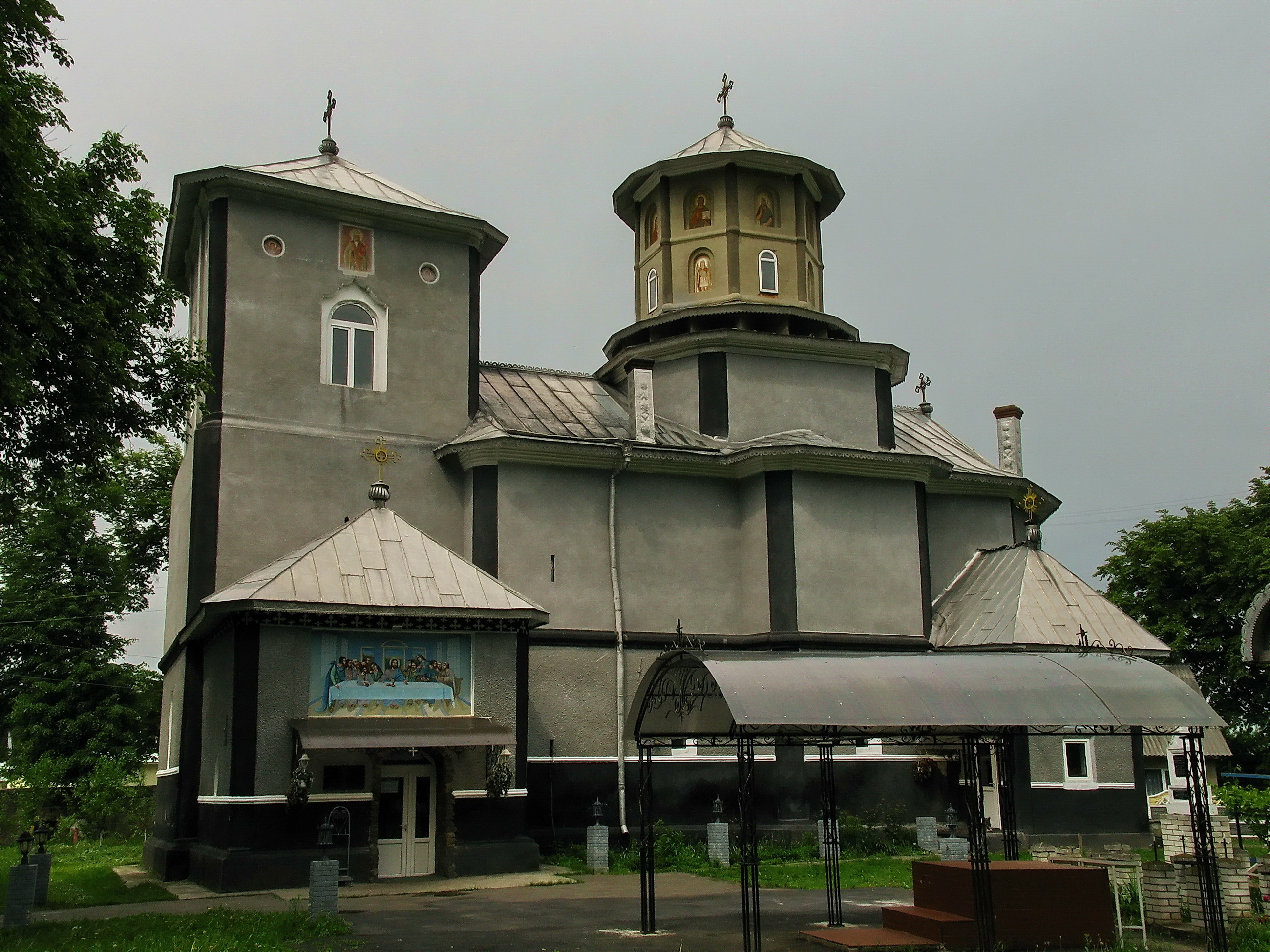
Пам'ятка архітектури початку XIX століття — Спиридонівська церква

Виникнення міста Герца відноситься до XIV—XV століття. Вперше Герца згадується в молдавській грамоті за 1437 рік. На той час місто займало значну територію, забудова була по обидва берега річки Герца (Герцівка).
Майже до кінця XVIII століття Герца була феодально-залежним містом і лише у 1732 р. переходить до розряду торгового містечка. У 1775—1777 роках Герца була окупована австрійськими військами (і входила до Чернівецького краю), але з 1777 р. знову переходить у володіння Молдавського князівства — васала Османської імперії. У цьому ж році місто набуло статусу крайового центру. Розбудова міста продовжується до 1834 року. Після цього Герца втрачає свої адміністративні функції (входить до Дорогойського краю Молдавського князівства), але залишається важливим торговим центром.
З незалежністю Румунії місто в 1861 році ввійшло до її складу, де і залишалося до 1940 р., коли було анексовано СРСР.
До Другої світової війни у місті проживало 8,45 тис. мешканців. В перші дні війни місто було майже повністю зруйноване. Після визволення було відбудовано, але чисельність населення не досягла довоєнного рівня.
З 1962 року Герца перестає бути районним центром і входить до складу Глибоцького району. В наступні 30 років місто не одержує належного соціально-економічного розвитку.
З 24 серпня 1991 року місто входить до складу незалежної України, а з 1992 року місто Герца стає районним центром новоствореного Герцаївського району.
У 1993 році включили у межі міста 56,5 гектара земель Тернавської сільради, 8,3 гектара земель Молницької сільради Герцаївського району та затвердити межі міста загальною площею 322,3 гектара.
У 2018 році шляхом об'єднання сільських рад, місто стає адміністративним центром Герцаївської міської громади. Об'єднання в громаду має створити умови для формування ефективної і відповідальної місцевої влади, яка зможе забезпечити комфортне та безпечне середовище для проживання людей.
До адміністративної реформи 19 липня 2020 року місто належало до Герцаївського району, після його ліквідації, увійшло до складу Чернівецького району.

## Населення
Мовний склад, згідно з переписом 2001 року
Станом на 1 січня 2024 року в місті проживало 2,120 мешканців.
За даними Всеукраїнському перепису населення 2001 року, населення міста Герца за рідною мовою було таким: румунською (68.08 %), українською (17.98 %), російською (10.89 %) та молдовською (2,7 %).
Динаміка населення Герци:

### Національний склад
Розподіл населення за національністю за даними перепису 2001 року:
| Національність  | Відсоток |
| --------------- | -------- |
| румуни          | 71.18%   |
| українці        | 17.88%   |
| росіяни         | 6.35%    |
| молдовани       | 3.40%    |
| інші/не вказали | 1.19%    |

### Мова
Розподіл населення за рідною мовою за даними перепису 2001 року:
| Мова       | Відсоток |
| ---------- | -------- |
| румунська  | 70,79%   |
| українська | 17,98%   |
| російська  | 10,89%   |
| угорська   | 0,05%    |
| вірменська | 0,05%    |
| гагаузька  | 0,05%    |
| інші       | 0,16%    |

## Відомі люди

### Народилися у Герці
- румунський письменник, громадський і культурний діяч Георге Асакі;
- заслужений діяч мистецтв УРСР, народний артист Казахської РСР Мойсей Гольдблат;
- англо-американський політолог і теоретик у галузі державного управління Герман Файнер (1898—1969).

### Поховані в братській могилі в Герці
- Курбанов Юлдаш — 1920 року народження. Рядовий. Загинув 24.06.1941 р.
- Наровський Георгій Іванович — 1920 року народження. Рядовий. Загинув 22.06.1941 р.
- Нурулін Галімза Нуркмович — 1920 року народження. Рядовий. Загинув 24.06.1941 р.
- Радченко Михайло Артемович — 1920 року народження. Рядовий. Загинув 24.06.1941 р.

### Загинули в Афганістані
- Андрієш Олег Петрович. — (*27.08.1965, м. Герца — 30.01.1984). Закінчив Чернівецький кулінарний технікум. Навчався в Герцаївській музичній школі. Після закінчення Ташкентського навчального підрозділу з грудня 1983 р. служив у в/ч польова пошта 71176 кулеметником на вертольоті МІ-8. 30 січня 1984 р. вертоліт був обстріляний. Важкопоранений рядовий Олег Андрієш помер по дорозі до своїх. Посмертно нагороджений орденом Червоної Зірки. Похований в м. Герца.

## Галерея

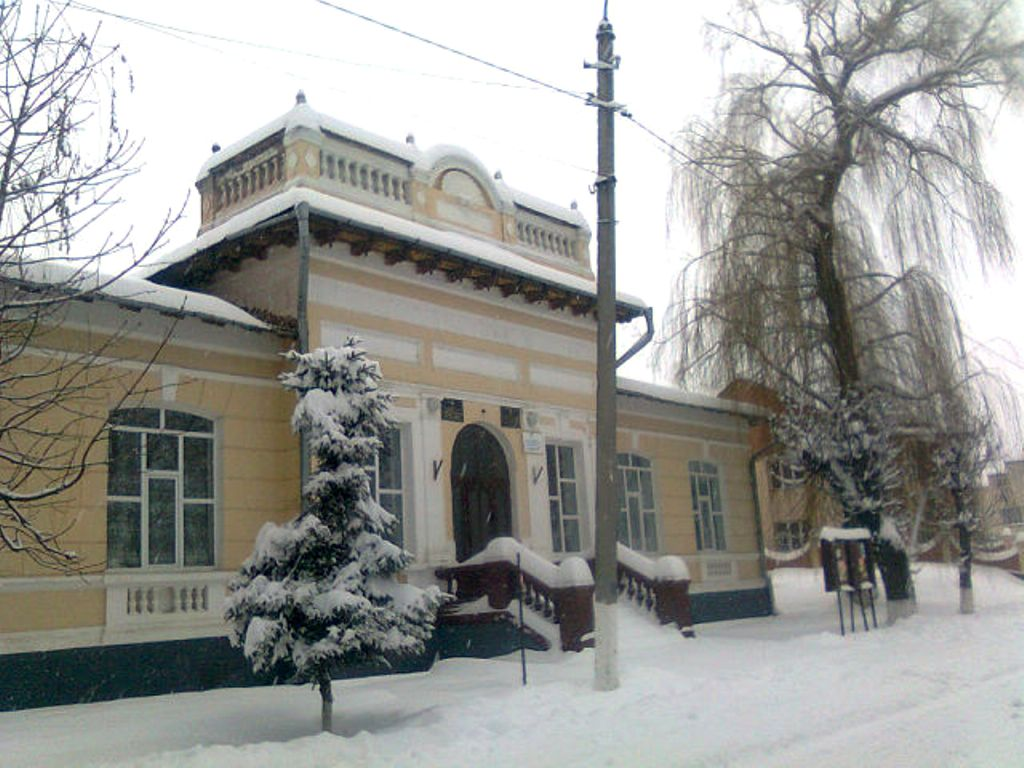
Палац культури, колишня синагога
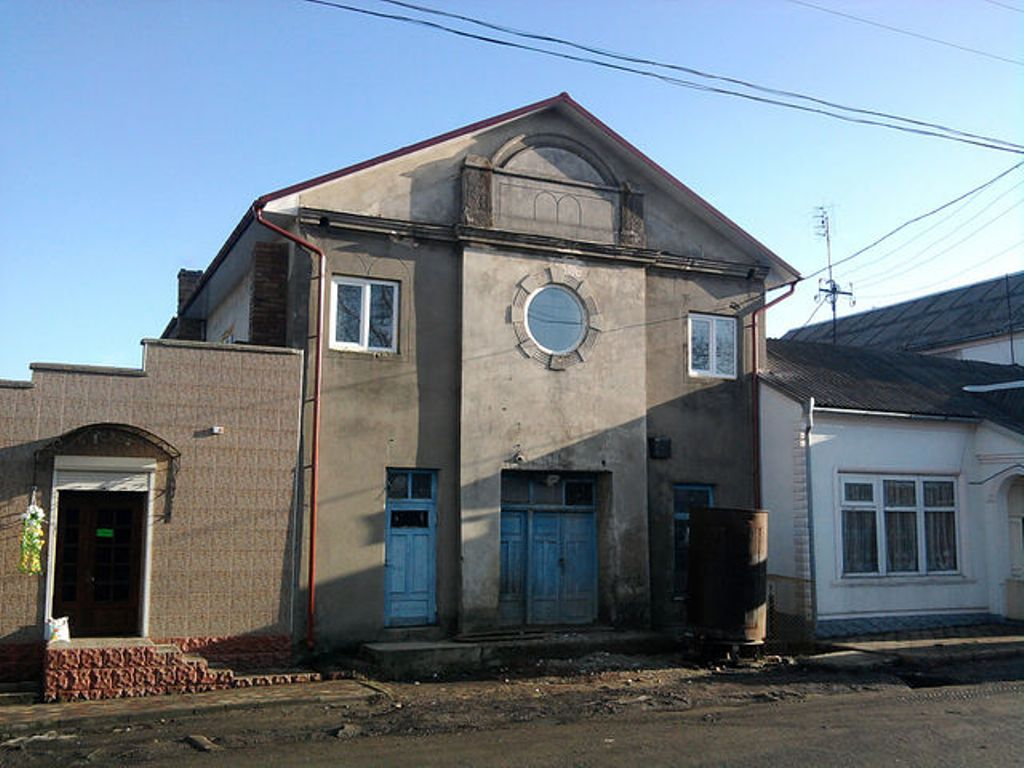
Ще одна колишня синагога